# Економічний союз
Економічний союз або економічна унія — це тип торгового блоку, який складається із спільного ринку з митним союзом. Країни-учасниці мають як спільну політику щодо регулювання продукції, свободи пересування товарів, послуг та факторів виробництва (капіталу та робочої сили), так і спільну зовнішньоторговельну політику. Коли економічний союз передбачає об'єднання валюти, він стає економічним і монетарним союзом.
Цілі створення економічного союзу зазвичай включають підвищення економічної ефективності та встановлення тісніших політичних і культурних зв'язків між країнами-членами.
Економічний союз створюється через торговий пакт.

## Список економічних союзів
- Єдиний ринок та економіка CARICOM
- Центральноамериканський спільний ринок — спільний ринок з 1960 року, митний союз з 2004 року.
- Євразійський економічний союз — митний союз з 2010 року, спільний ринок з 2012 року.
- Європейський Союз — економічний союз між усіма державами-членами ЄС, але ті з них, які знаходяться всередині єврозони, також є частиною економічного та валютного союзу.
- Рада співробітництва арабських держав Перської затоки[2][3]
- Меркосур

Примітка. Кожен економічний і валютний союз включає економічний союз.
Крім того, автономні та залежні території, такі як деякі спеціальні території держав-членів ЄС, іноді розглядаються як окрема митна територія від своєї материкової держави або мають різні домовленості щодо формального чи фактичного митного союзу, спільного ринку та валютного союзу (або їх комбінації) з материком і щодо третіх країн через торгові пакти, підписані материковою державою.

### Запропоновані
- Африканське економічне співтовариство (AEC) — пропонується на 2023 рік
- Андська спільнота (CAN)
- Арабський митний союз і спільний ринок — пропонувався на 2020 рік[5]
- КАНЗУК
- Центральноамериканський спільний ринок (CACM)
- Тісніші економічні відносини Австралії та Нової Зеландії
- Східноафриканське співтовариство (EAC) — розширення існуючого митного союзу, запропонований у 2015 році
- Економічне співтовариство центральноафриканських держав (ECCAS)
- Економічне співтовариство західноафриканських держав (ECOWAS)
- Співтовариство розвитку Південної Африки (SADC) – запропоновано в 2015 році
- Союз південноамериканських націй (USAN)